# Вјера Мујовић
Вјера Мујовић (Београд, 8. април 1970) српска је позоришна и филмска глумица. Поред бављења глумом, бави се музиком, писањем и превођењем.

## Биографија
Вјера Мујовић је глумица Народоног позоришта. Рођена је у Београду, а одрасла у Црној Гори. Дипломирала је на Факултету драмских уметности у класи професора Предрага Бајчетића. Поред улога у Србији Вјера Мујовић је наступала и у иностранству: Санкт Петербург, Москва, Париз (Dueti, Molinos, Le Bifteck, Spleen). Гостовала је у Русији, Украјини, на Северном поларном кругу, Грузији, Јерменији, Шведској, Италији, Грчкој, Пољској, Хрватској, Француској. Снимила је два музичка CD-а Viens, mini-CD на француском језику, и Зачем, CD руских песама.
Добитница је награда „Мата Милошевић“, Златни витез у Москви за улогу Аглаје у представи Идиот, а на XXIV фестивалу руске класике награду за најбоље глумачко остварење за улогу Соњечке, као и награде на фестивалу монодраме Zvaigzne у Риги (Летонија) и три награде на позоришном фестивалу Wrostja, у Вроцлаву, у Пољској.
Аутор је две књиге прозе: „Регистар кревета, чежњи и опомена“ (Народна књига, 2001) и „Нисам овако замишљала живот“ (Чигоја штампа, 2007). Са руског је превела роман Циници, А. Маријенгофа (Дерета, 2004), драму А. Гетмана (по роману Набокова) Дама, краљ, пуб, а са француског комад Жака Дуајона Освета једне жене.
Вјера Мујовић удала за немачког доктора Штефана Прајса. 9. маја 2015. године у Саборној цркви у Београду су обавили црквено венчање, а грађанско венчање је обавила 16. маја 2015. године у авиону на лету Београд — Истанбул. Супруга је упознала у мају 2014. године у авиону приликом путовања за Улан Батор, главни град Монголије. Након тог лета, њихово познанство је прерасло у пријатељство, а након тога у љубав.
Добитница је Вукове награде за 2020. годину.

## Улоге

### Позоришне представе
| Наслов                                          | Улога                                                      | Редитељ                | Позориште                    | Премијера          |
| ----------------------------------------------- | ---------------------------------------------------------- | ---------------------- | ---------------------------- | ------------------ |
| Зли патуљак                                     | Серена (раније играле Марица Вулетић и Душанка Стојановић) | Тимоти Џон Бајфорд     | Позориште „Бошко Буха”       | 7. мај 1986.       |
| Механички месец                                 | Лора                                                       | Александар Лукач       | Позориште „Бошко Буха”       | 23. март 1989.     |
| Успавана лепотица                               | Принцеза Ружица                                            | Милан Караџић          | Позориште „Бошко Буха”       | 16. новембар 1990. |
| Ждралово перје                                  | Тајкен (премијерно играла Драга Живановић)                 | Мирослав Беловић       | Позориште „Бошко Буха”       | 13. октобар 1991.  |
| Није нова година мачка у џаку                   | Жвака                                                      | Јагош Марковић         | Позориште „Бошко Буха”       | 21. децембар 1991. |
| Чежња под брестовима                            | Девојчица                                                  | Александар Дунђеровић  | Народно позориште у Београду | 1. фебруар 1992.   |
| Принц Растко монах Сава                         | Принцеза Јевдокија (премијерно играла Марица Вулетић)      | Милан Караџић          | Позориште „Бошко Буха”       | 8. фебруар 1992.   |
| Очеви и оци                                     | Мила                                                       | Зоран Ратковић         | Атеље 212                    | 5. јун 1992.       |
| Сан и слава златног лава - Борца за дечја права | Девојка Вјера                                              | Милан Караџић          | Позориште „Бошко Буха”       | 20. децембар 1993. |
| Алиса у земљи чуда                              | Карта, јастог, папагај, пух                                | Алиса Стојановић       | Позориште „Бошко Буха”       | 31. март 1994.     |
| Мачор у чизмама                                 | Принцеза Анастазија                                        | Милан Караџић          | Позориште „Бошко Буха”       | 17. октобар 1994.  |
| Принцес журка - Хаос бајка                      | Принцеза Ружица                                            | Милан Караџић          | Позориште „Бошко Буха”       | 20. децембар 1994. |
| Лолита                                          | Лолита                                                     | Татјана Мандић Ригонат | Битеф театар                 | 21. мај 1996.      |
| Снежна краљица                                  | Мала разбојница                                            | Милан Караџић          | Позориште „Бошко Буха”       | 6. септембар 1997. |
| Оливер Твист                                    | Гђа Соубери, Тоби Крекит                                   | Небојша Брадић         | Позориште „Бошко Буха”       | 14. мај 1998.      |
| Три мускетара                                   | Краљица Ана од Аустрије                                    | Милан Караџић          | Позориште „Бошко Буха”       | 4. новембар 1999.  |
| Бергманова соната                               | Хелена                                                     | Татјана Мандић Ригонат | Народно позориште у Београду | 31. март 2000.     |
| Јудита                                          | Јудита                                                     | Марица Вулетић         | Позориште „Мата Милошевић”   | 2001.              |
| Велика драма                                    | Вјера                                                      | Синиша Ковачевић       | Народно позориште у Београду | 22. фебруар 2002.  |
| Књига о џунгли                                  | Могли                                                      | Јагош Марковић         | Позориште „Бошко Буха”       | 13. април 2002.    |
| Дом Бернарде Албе                               | Магдалена                                                  | Јагош Марковић         | Атеље 212                    | 18. октобар 2002.  |
| Вишње у чоколади                                | Олга                                                       | Горан Шушљик           | Звездара театар              | 25. јануар 2006.   |
| Трун у оку                                      | Силвија Плат                                               | Рада Ђуричин           | Дом омладине Београда        | 19. октобар 2006.  |
| Опасне везе                                     | Госпођа де Турвел                                          | Стеван Бодрожа         | Народно позориште у Београду | 14. октобар 2007.  |
| Витамини                                        | Девојка                                                    | Филип Гринвалд         | Народно позориште у Београду | 2. октобар 2008.   |
| Власт                                           | Лепосава, Кума Цана                                        | Радослав Златан Дорић  | Позориште Славија            | 25. октобар 2008.  |
| Свици                                           | Олга                                                       | Татјана Мандић Ригонат | Атеље 212                    | 3. април 2009.     |
| Вишеградска стаза 2011. Похвала Иви Андрићу     |                                                            | Бранко Поповић         | Народно позориште Ужице      | 3. јун 2011.       |
| Зли дуси                                        | Марија Лебјаткина-Хромка                                   | Татјана Мандић Ригонат | Народно позориште у Београду | 22. новембар 2011. |
| Антигона                                        | Исмена                                                     | Јагош Марковић         | Народно позориште у Београду | 30. децембар 2012. |
| Наши синови                                     | Лепосава                                                   | Татјана Мандић Ригонат | Народно позориште у Београду | 24. јануар 2014.   |
| Твоја рука у мојој                              | Олга Книпер                                                | Небојша Дугалић        | Опера и театар Мадленијанум  | 17. март 2017.     |
| Балкански шпијун                                | Глумица у филму                                            | Татјана Мандић Ригонат | Народно позориште у Београду | 1. октобар 2018.   |
| Две жене и један рат                            | Мејбел Грујић                                              | Александар Цонић       | Дом Јеврема Грујића          | 21. децембар 2019. |
| Иранска конференција                            | Ширин Ширази                                               | Ивана Вујић            | Народно позориште у Београду | 9. март 2022.      |

### Филмске и телевизијске улоге
|                   | 1980▼ | 1990▼ | 2000▼ | 2010▼ | 2020▼ | Укупно |
| ----------------- | ----- | ----- | ----- | ----- | ----- | ------ |
| Дугометражни филм | 0     | 1     | 2     | 0     | 0     | 3      |
| ТВ филм           | 1     | 1     | 2     | 3     | 0     | 7      |
| ТВ серија         | 0     | 2     | 4     | 4     | 2     | 12     |
| Кратки филм       | 0     | 0     | 0     | 0     | 0     | 0      |
| Укупно            | 1     | 4     | 8     | 7     | 2     | 22     |